# Hemipogon abietoides

A Hemipogon abietoides é uma rara espécie de planta que que não era vista desde o ano de 1825, quando os naturalistas da expedição Langsdorff passaram por uma estrada para Diamantina, atualmente fechada para veículos.